# Emil Dimitriev

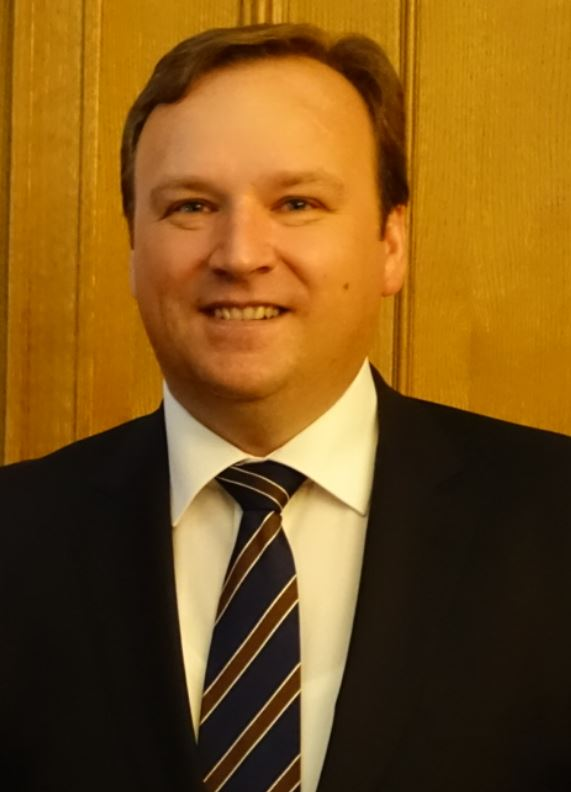
Emil Dimitriev (2016)

Emil Dimitriev (Емил Димитриев) (* 19. März 1979 in Probištip, Jugoslawien, heute Nordmazedonien) ist ein nordmazedonischer Soziologe und Politiker der Inneren Mazedonischen Revolutionären Organisation – Demokratische Partei für Mazedonische Nationale Einheit.

## Leben
Dimitriev studierte an der Universität Skopje und an der Universität Belgrad. 
2013 übernahm er den Posten des Generalsekretärs der Partei VMRO-DPMNE. Vom 18. Januar 2016 bis zum 31. Mai 2017 war Dimitriev kommissarischer Ministerpräsident von Mazedonien als Nachfolger von Nikola Gruevski. Mit seiner Übergangsregierung sollte er das sich in einer tiefgreifenden politischen Krise befindende Land zu einer geordneten Wahl führen und die dafür nötigen Verhältnisse schaffen.